# Євсей Гіндес
Євсей Якович Гіндес (азерб. Yevsey Yakovleviç Gindes; 17 жовтня 1872, Київ, Російська імперія — 5 вересня 1954, Баку) — російський і радянський лікар-педіатр, організатор охорони здоров'я, громадський і державний діяч. Доктор медичних наук (1941). Заслужений діяч науки (1928). Герой Праці (1938).

## Біографія
Після закінчення в 1897 році Київського університету святого Володимира працював в клініці професора В. Чернова, з 1903 — завідував дитячим інфекційним відділенням Олександрівської лікарні; одночасно проводив дослідження в Київському бактеріологічному інституті.
У 1905 році Рада бакинських нафтопромисловців оголосила всеросійський конкурс на завідування першою на Кавказі фабрично-заводською лікарнею і обрала на цю посаду Гіндеса. Він очолив Чорногородську лікарню, при якій організував молочну кухню (щодня поставляла дієтичні продукти в усі педіатричні кабінети міських безкоштовних лікувальних установ), курси перепідготовки лікарів-педіатрів (видавав їм брошуру «Супутник матері»). У 1907 році створив перші в місті ясла для дітей з бідних сімей, в 1911 — Бакинське відділення Всеросійської ліги боротьби з туберкульозом, потім — Лігу охорони дитинства, ряд консультацій «Крапля молока»; ініціював заснування Товариства боротьби з дитячою смертністю.
З 1913 року — завідувач товариства «Дитяча лікарня». У той же період організував і очолював Бакинське товариство дитячих лікарів, з 1918 — дитячу міську лікарню (в 1933—1945 роках був її головним лікарем).
В період існування Азербайджанської Демократичної Республіки з 26 грудня 1918 по 14 березня 1919 був обраний до складу уряду — міністром охорони здоров'я, після встановленням влади більшовиків в Азербайджані Є. Гіндесу довелося приховуватися щоб уникнути переслідувань і репресій.
З 1919 року читав лекції в Бакинському університеті, потім — в медичному інституті.
З 1922 — головний лікар дитячої лікарні, побудованої товариством «Дитяча лікарня», домігся її реорганізації в педіатричний інститут, пізніше — в Інститут материнства і дитинства, був керівником цих установ до 1932 року.
З 1945 — завідувач клінікою дитячих хвороб Інституту удосконалення лікарів. Вперше на Південному Кавказі заснував, так звані, дитячі літні колонії.
Запропонував для профілактики дитячих розладів травлення безмолочне харчування, крапельний метод харчування при токсикозах; описав нові симптоми авітамінозу у дітей; доводив, що при терапії дітей необхідно враховувати не тільки їх фізичний, а й психологічний стан. Піднімав питання про неповнолітніх злочинців і розумово відсталих дітей, зокрема, в роботах «Пасинки школи», «Дефективні діти», «Про дитячю злочинность», «Дитячі капризи», які були перевидані кілька разів.
На початку 1920-х років — Голова Комітету з питань неповнолітніх злочинців Наркомосу Азербайджану.
Брав активну участь в ліквідації дитячої безпритульності, створив Будинок відкритих дверей для бепрізорних дітей.
Автор монографій «На рубежі медицини та школи» (1936), «Аномалії поведінки у дітей (капризи)».